# Élections législatives de 1914 en Dordogne
 (octobre 2020).
Si vous disposez d'ouvrages ou d'articles de référence ou si vous connaissez des sites web de qualité traitant du thème abordé ici, merci de compléter l'article en donnant les références utiles à sa vérifiabilité et en les liant à la section « Notes et références ».
Les élections législatives de 1914 ont eu lieu les 26 avril et 10 mai 1914.

## Élus
|   | Circonscription  | Député élu              |  | Groupe parlementaire                |
| - | ---------------- | ----------------------- |  | ----------------------------------- |
| 1 | Bergerac         | Clément Antoine Clament |  | Républicains de gauche              |
| 2 | Nontron          | Léon Sireyjol           |  | Parti radical et radical-socialiste |
| 3 | 1re de Périgueux | Georges Saumande        |  | Républicains de gauche              |
| 4 | 2e de Périgueux  | Henri François Chavoix  |  | Parti radical et radical-socialiste |
| 5 | Ribérac          | Jules Silvère Brunet    |  | Républicains de gauche              |
| 6 | Sarlat           | Pierre Sarrazin         |  | Gauche radicale                     |

## Résultats à l'échelle du département
| Partis         | Partis                                           | Premier tour | Premier tour | Deuxième tour | Deuxième tour | Sièges |
| Partis         | Partis                                           | Voix         | %            | Voix          | %             | Sièges |
| -------------- | ------------------------------------------------ | ------------ | ------------ | ------------- | ------------- | ------ |
|                | Parti républicain démocratique                   | 22 688       | 20,18        | 2 063         | 4,64          | 0      |
|                | Républicains de gauche                           | 20 697       | 18,41        | 14 988        | 33,68         | 2      |
|                | Parti républicain, radical et radical-socialiste | 18 677       | 16,61        |               |               | 2      |
|                | Action libérale populaire                        | 15 849       | 14,10        | 12 720        | 28,58         | 0      |
|                | Radicaux indépendants                            | 11 450       | 10,19        | 14 255        | 32,03         | 1      |
|                | Section française de l'Internationale ouvrière   | 11 387       | 10,13        | 473           | 1,06          | 0      |
|                | Gauche démocratique                              | 9 356        | 8,32         |               |               | 1      |
|                | Droite                                           | 1 175        | 1,05         | 0             |               |        |
|                | Divers                                           | 1 135        | 1,01         | 1             | 0,00          | 0      |
|                |                                                  |              |              |               |               |        |
| Inscrits       | Inscrits                                         | 141 392      | 100,00       | 62 602        | 100,00        | 6      |
| Votants        | Votants                                          | 114 751      | 81,16        | 47 336        | 75,61         |        |
| Abstentions    | Abstentions                                      | 26 641       | 18,84        | 15 266        | 24,39         |        |
| Blancs et nuls | Blancs et nuls                                   | 2 337        | 2,04         | 2 836         | 5,99          |        |
| Exprimés       | Exprimés                                         | 112 414      | 97,96        | 44 500        | 94,01         |        |

## Résultats par arrondissement

### Arrondissement de Bergerac
| Candidats      | Candidats               | Étiquette             | Premier tour | Premier tour | Deuxième tour | Deuxième tour |
| Candidats      | Candidats               | Étiquette             | Voix         | %            | Voix          | %             |
| -------------- | ----------------------- | --------------------- | ------------ | ------------ | ------------- | ------------- |
|                | Clément Antoine Clament | Républicain de gauche | 12 648       | 46,24        | 14 988        | 54,09         |
|                | Adrien Beauchamps       | ALP                   | 12 384       | 45,27        | 12 720        | 45,91         |
|                | Bernardi                | SFIO                  | 2 272        | 8,31         |               |               |
|                |                         | Divers                | 50           | 0,18         | 1             | 0,00          |
|                |                         |                       |              |              |               |               |
| Inscrits       | Inscrits                | Inscrits              | 33 041       | 100,00       | 33 041        | 100,00        |
| Votants        | Votants                 | Votants               | 27 752       | 83,99        | 28 066        | 84,94         |
| Abstention     | Abstention              | Abstention            | 5 289        | 16,01        | 4 975         | 15,06         |
| Blancs et nuls | Blancs et nuls          | Blancs et nuls        | 398          | 1,43         | 355           | 1,26          |
| Exprimés       | Exprimés                | Exprimés              | 27 354       | 98,57        | 27 709        | 98,73         |

### Arrondissement de Nontron
| Candidats      | Candidats      | Étiquette      | Premier tour | Premier tour |
| Candidats      | Candidats      | Étiquette      | Voix         | %            |
| -------------- | -------------- | -------------- | ------------ | ------------ |
|                | Léon Sireyjol  | PRRRS          | 10 303       | 52,44        |
|                | Favareille     | PRD (FDG)      | 5 369        | 27,33        |
|                | Boutonnier     | SFIO           | 2 800        | 14,25        |
|                | Rejou          | Droite         | 1 175        | 5,98         |
|                |                |                |              |              |
| Inscrits       | Inscrits       | Inscrits       | 24 586       | 100,00       |
| Votants        | Votants        | Votants        | 20 116       | 81,82        |
| Abstention     | Abstention     | Abstention     | 4 470        | 18,18        |
| Blancs et nuls | Blancs et nuls | Blancs et nuls | 469          | 2,33         |
| Exprimés       | Exprimés       | Exprimés       | 19 647       | 97,67        |

### Arrondissement de Périgueux

#### 1recirconscription
| Candidats      | Candidats        | Étiquette             | Premier tour | Premier tour |
| Candidats      | Candidats        | Étiquette             | Voix         | %            |
| -------------- | ---------------- | --------------------- | ------------ | ------------ |
|                | Georges Saumande | Républicain de gauche | 8 049        | 53,54        |
|                | Paul Faure       | SFIO                  | 3 520        | 23,41        |
|                | De Lacrousille   | ALP                   | 3 465        | 23,05        |
|                |                  |                       |              |              |
| Inscrits       | Inscrits         | Inscrits              | 19 990       | 100,00       |
| Votants        | Votants          | Votants               | 15 322       | 76,65        |
| Abstention     | Abstention       | Abstention            | 4 668        | 23,35        |
| Blancs et nuls | Blancs et nuls   | Blancs et nuls        | 288          | 1,88         |
| Exprimés       | Exprimés         | Exprimés              | 15 034       | 98,12        |

#### 2ecirconscription
| Candidats      | Candidats              | Étiquette      | Premier tour | Premier tour |
| Candidats      | Candidats              | Étiquette      | Voix         | %            |
| -------------- | ---------------------- | -------------- | ------------ | ------------ |
|                | Henri François Chavoix | PRRRS          | 5 994        | 50,24        |
|                | Robert David           | PRD (FDG)      | 5 766        | 48,33        |
|                | Videau                 | SFIO           | 156          | 1,31         |
|                |                        | Divers         | 14           | 0,12         |
|                |                        |                |              |              |
| Inscrits       | Inscrits               | Inscrits       | 14 608       | 100,00       |
| Votants        | Votants                | Votants        | 12 156       | 83,21        |
| Abstention     | Abstention             | Abstention     | 2 452        | 16,79        |
| Blancs et nuls | Blancs et nuls         | Blancs et nuls | 226          | 1,86         |
| Exprimés       | Exprimés               | Exprimés       | 11 930       | 98,14        |

### Arrondissement de Ribérac
| Candidats      | Candidats             | Étiquette           | Premier tour | Premier tour |
| Candidats      | Candidats             | Étiquette           | Voix         | %            |
| -------------- | --------------------- | ------------------- | ------------ | ------------ |
|                | Jules Silvère Brunet  | Gauche démocratique | 9 356        | 61,77        |
|                | Dubois                | PRRRS               | 2 380        | 15,71        |
|                | Suricaud              | PRD (FDG)           | 1 920        | 12,68        |
|                | Mourlon de Puyramalle | Divers              | 629          | 4,15         |
|                | Pichardie             | Divers              | 440          | 2,90         |
|                | Chaumette             | SFIO                | 420          | 2,77         |
|                |                       | Divers              | 2            | 0,01         |
|                |                       |                     |              |              |
| Inscrits       | Inscrits              | Inscrits            | 19 606       | 100,00       |
| Votants        | Votants               | Votants             | 15 734       | 80,25        |
| Abstention     | Abstention            | Abstention          | 3 872        | 19,75        |
| Blancs et nuls | Blancs et nuls        | Blancs et nuls      | 407          | 3,73         |
| Exprimés       | Exprimés              | Exprimés            | 15 147       | 96,27        |

### Arrondissement de Sarlat
| Candidats      | Candidats       | Étiquette           | Premier tour | Premier tour | Deuxième tour | Deuxième tour |
| Candidats      | Candidats       | Étiquette           | Voix         | %            | Voix          | %             |
| -------------- | --------------- | ------------------- | ------------ | ------------ | ------------- | ------------- |
|                | Pierre Sarrazin | Radical indépendant | 11 450       | 49,14        | 14 255        | 84,90         |
|                | De Molènes      | PRD (FDG)           | 9 633        | 41,34        | 2 063         | 12,29         |
|                | Clément Michel  | SFIO                | 2 219        | 9,52         | 473           | 2,82          |
|                |                 |                     |              |              |               |               |
| Inscrits       | Inscrits        | Inscrits            | 29 561       | 100,00       | 29 561        | 100,00        |
| Votants        | Votants         | Votants             | 23 671       | 80,08        | 19 270        | 65,19         |
| Abstention     | Abstention      | Abstention          | 5 890        | 19,92        | 10 291        | 34,81         |
| Blancs et nuls | Blancs et nuls  | Blancs et nuls      | 369          | 1,56         | 2 472         | 12,83         |
| Exprimés       | Exprimés        | Exprimés            | 23 302       | 98,44        | 16 791        | 87,14         |

## Sources
Georges Lachapelle, Élections législatives des 26 avril et 10 mai 1914 : Résultats officiels, Paris, Georges Roustan, 1914, 294 p. (lire en ligne). 